# البی
شهر البی (به فرانسوی: Albi) در شهرستان تارن در ناحیه پیرنه میانه با جمعیت ۴۸٬۷۱۲ نفر در کشور فرانسه واقع شده‌است این شهر دارای کلیسای جامع بزرگیست که به تمامی از آجر روکاری شده‌است. این کلبسای جامع سنت سسیل نام دارد

## نگارخانه

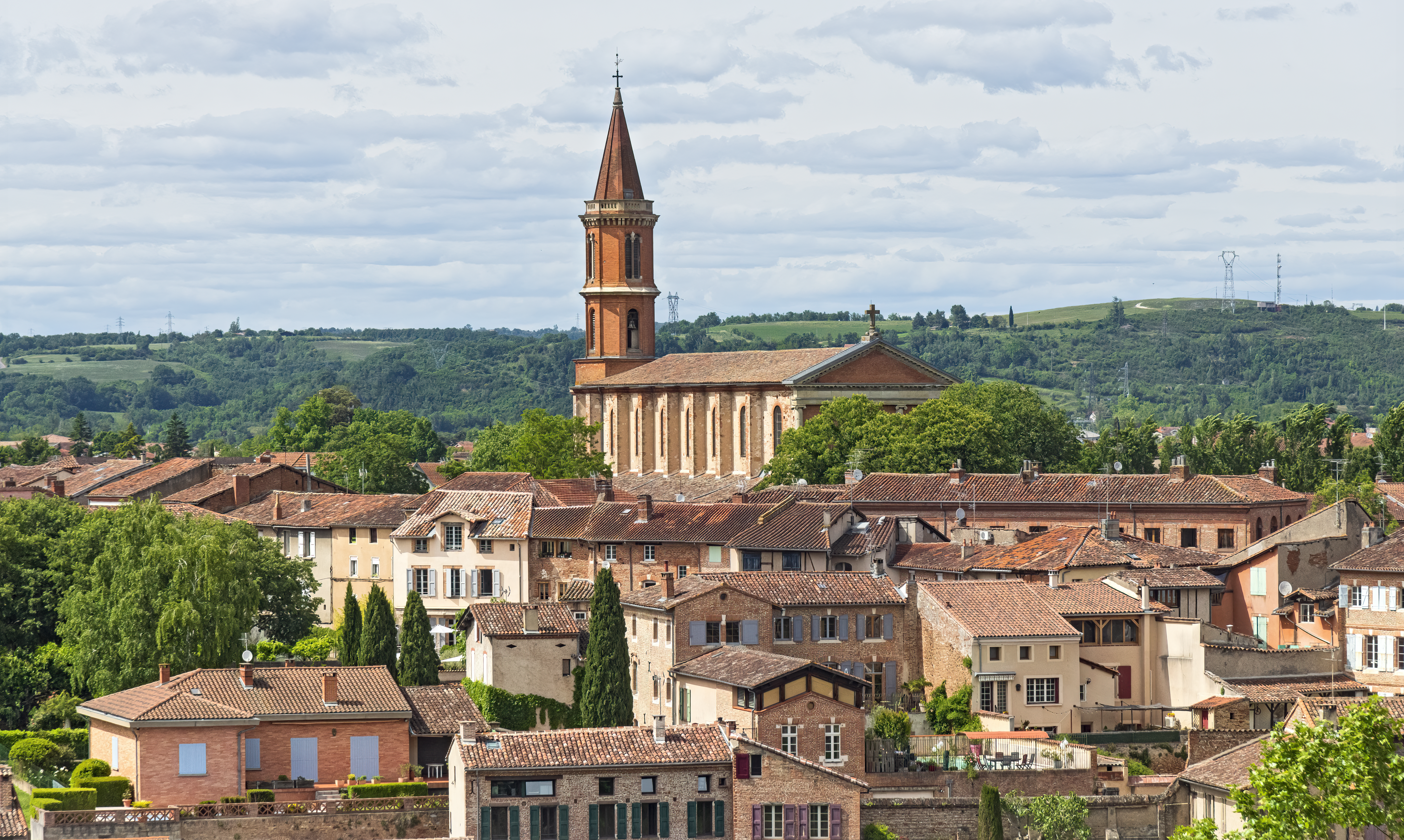
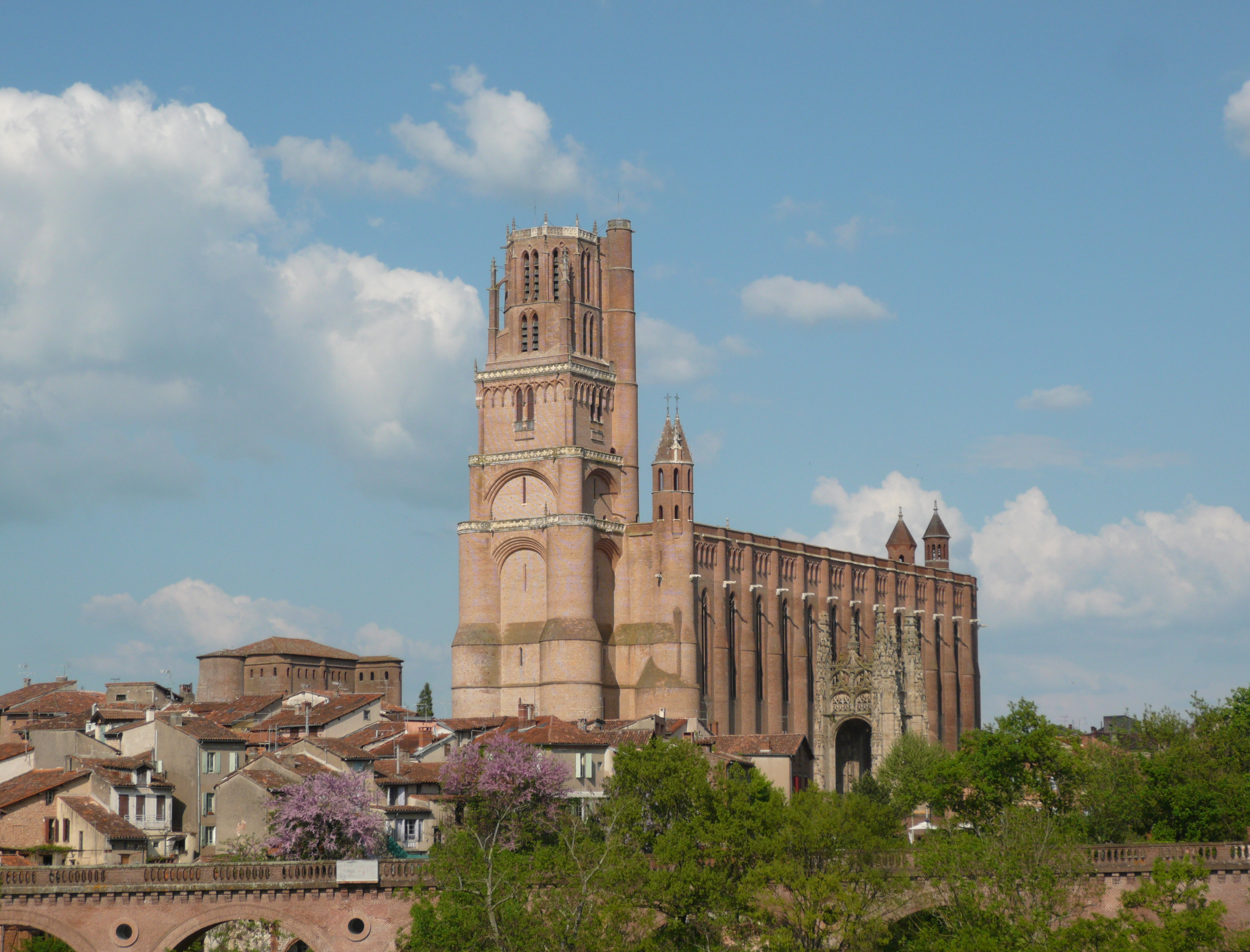
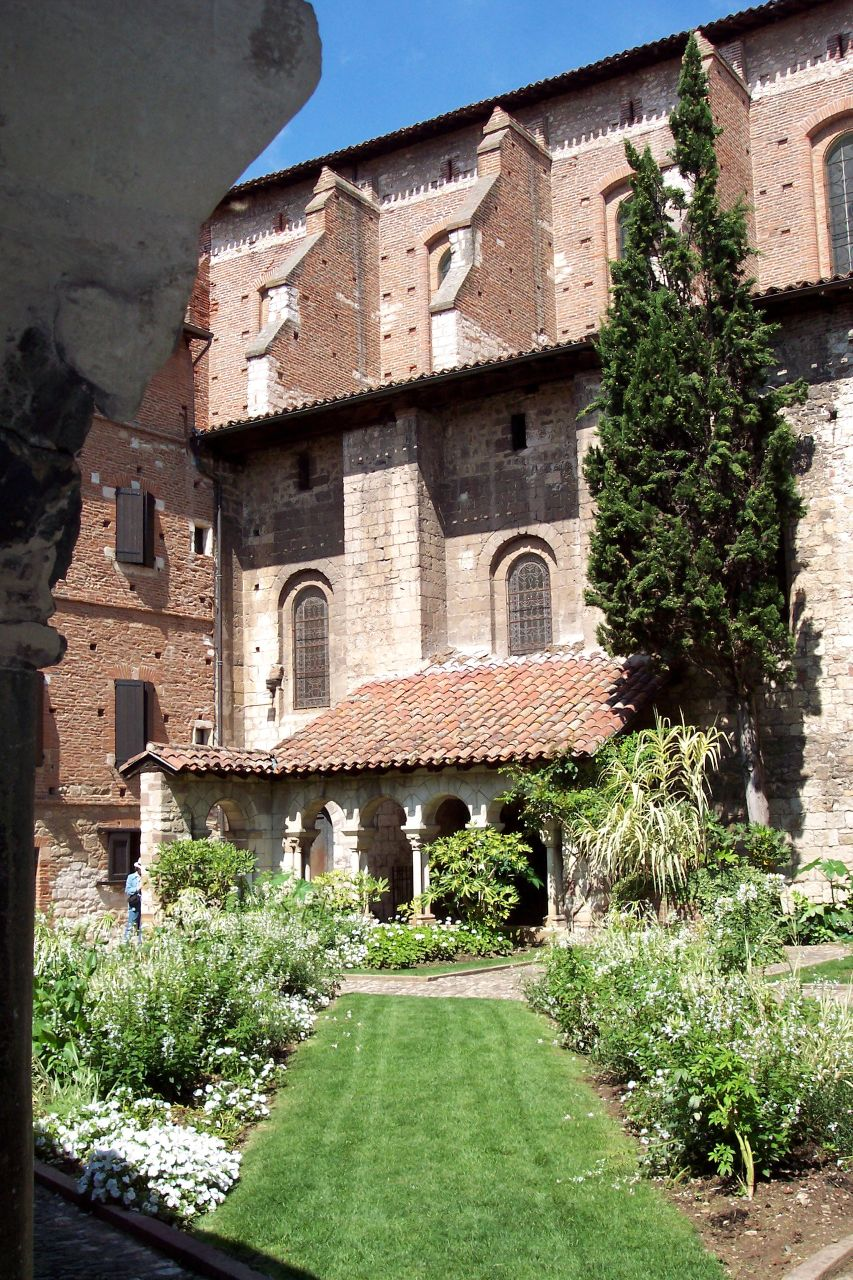
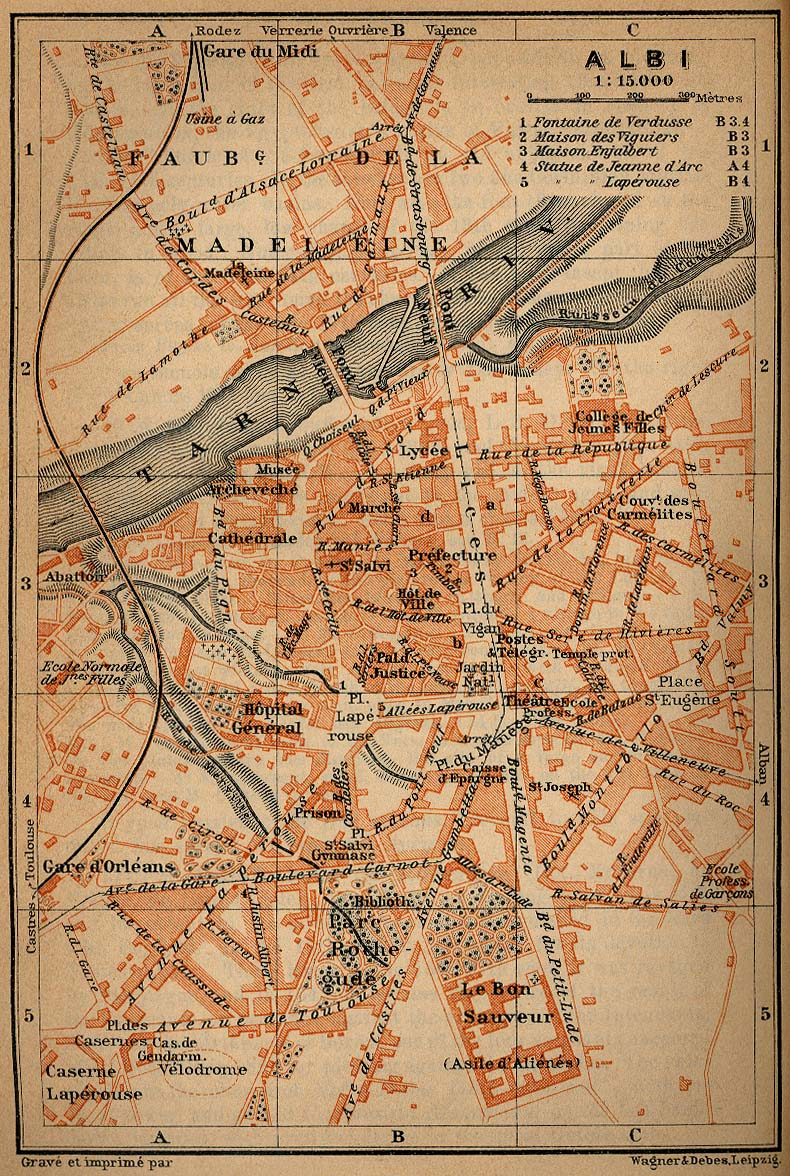